# Achacachi
Achacachi är en stad i västra Bolivia, 96 kilometer nordväst om La Paz vid Titicacasjön. Staden hade 8 857 invånare vid folkräkningen 2012. Achacachi ligger 3 854 meter över havet på högplatån Altiplano. Den är huvudstad i provinsen Omasuyos.